# 프리초프 카프라

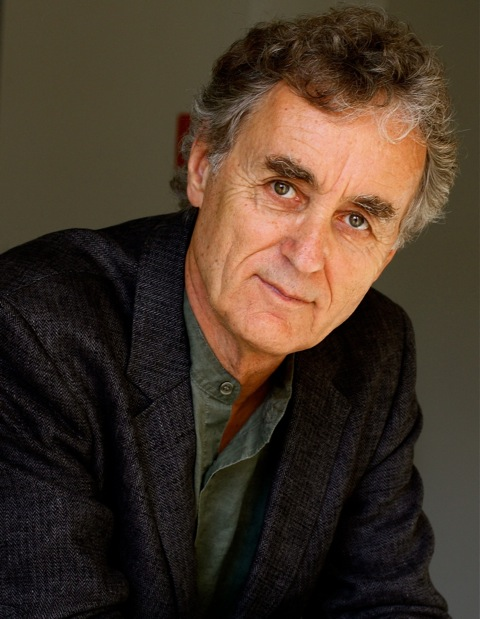

프리초프 카프라(Fritjof Capra, 1939년 2월 1일 ~ )는 오스트리아 태생의 미국 물리학자, 시스템 이론가 및 심층 생태학자이다. 1995년에는 캘리포니아 버클리에 있는 생태문해 센터(Center for Ecoliteracy)의 창립 이사가 되었다. 그는 Schumacher College 의 교수이다.
카프라는 The Tao of Physics (1975), The Turning Point (1982), Uncommon Wisdom (1988), The Web of Life (1996), The Hidden Connections (2002)를 비롯한 여러 책의 저자이다.

## 삶과 작업
오스트리아 비엔나에서 태어난 Capra는 비엔나 대학교에서 박사 학위를 취득했다. 1966년 이론물리학 박사. 그는 파리 대학 (1966-1968), 캘리포니아 대학 산타 크루즈 (1968-1970), 스탠포드 선형 가속기 센터 (1970) , 런던 임페리얼 칼리지 (1971-1974)에서 입자 물리학 및 시스템 이론 연구를 수행했다. ) 및 로렌스 버클리 연구소 (1975-1988). 버클리에 있는 동안 그는 1975년 5월 Elizabeth Rauscher 와 George Weissmann 에 의해 설립된 Fundamental Fysiks Group 의 회원이었다. 이 그룹은 철학과 양자 물리학을 논의하기 위해 매주 만났다. 그는 또한 UC Santa Cruz, UC Berkeley 및 San Francisco State University에서 가르쳤다.
그는 과학의 의미에 관한 대중적인 책, 특히 물리학의 도(Tao of Physics )라는 책을 저술했다.
서구 문화가 데카르트의 전통적인 선형 사고와 기계론적 관점을 포기해야 한다고 주장한다. 그는 전체를 이해하기 위해 모든 것을 부분적으로 연구할 수 있다는 환원주의적 데카르트적 관점을 비판하면서 전체론적 접근을 권장한다. Web of Life에서 Capra는 전체의 특성을 이해하는 데 중요한 추가 요소로 모든 부분 간의 관계에 의해 생성되는 시스템 정보에 중점을 두며 모든 시스템의 웹과 같은 구조와 모든 부분의 상호 연결성을 강조한다.

## 같이 보기
- 생태소양
- 가이아 이론
- 그레고리 베이트슨
- 전체론
- 체계 이론